# Sacrum
Sacrum (łac.) – sfera świętości, wokół której koncentrują się wierzenia, obrzędy i praktyki religijne. Właściwość (stała bądź ulotna), która przysługuje niektórym przedmiotom (narzędzia kultu religijnego – naczynia, święte księgi, szaty), istotom (król, kapłan), przestrzeniom (świątynia, wzniesienie), okresom (niedziela, czas postu, Wielkanoc itp.). Siedzibą sacrum może stać się wszystko, nawet zwykłe przedmioty; miejsca czy osoby mogą otrzymać tę właściwość lub ją utracić. 
Przeciwieństwem sacrum jest profanum – przestrzeń przeznaczona dla niewtajemniczonych (profanów).
Funkcją antropologiczną sacrum jest potrzeba sensu.

## Teoria sacrum według Durkheima
Émile Durkheim uważa, iż świat sacrum-profanum, jest płynny, nie ma kryteriów pozbawionych wpływu sacrum. 
W teorii Durkheima, świętość reprezentuje interesy grupy, szczególnie jedność, która była uosobiona w świętych symbolach bądź totemach. Sacrum jest czynnikiem, który spaja wszystkie religie świata. Nie opisał on dokładnie pojęcia sacrum. Uważał, że definiowanie zjawiska sacrum przekracza możliwości poznawcze, jest fenomenologiczną spekulacją. Stawiał ten termin w opozycji do profanum. Świętością określając wytworzoną przez ludzi rzecz, która pod wpływem praktyk religijnych ze stanu profanum przechodziła do sfery sacrum. Człowiek instynktownie chroni to, co jest święte, przed przejawami profanum. Status sacrum może otrzymać każdy przedmiot, czas, postać. Status sacrum nie jest według jego definicji cechą wrodzoną, ale nabywaną na drodze wydarzeń historycznych, doświadczeń.  

## Rudolf Otto oraz Mircea Eliade
Podobnie jak Durkheim, Rudolf Otto był zdania, że pojęcie słowa sacrum nie wystarczy opisać racjonalnie. Jest ono unikalnym zjawiskiem przejawu ludzkiej natury. Numinosum (łac. numen – “bóstwo”) jest terminem, który wprowadził na równi z sacrum. Ma ono dotyczyć sfery irracjonalnej sacrum. Numinosum jako nieuchwytna i nierozpoznawalna tajemnica, która wywołuje w ludziach zarówno strach, jak i intuicyjne przyciąganie. Stwierdza, wraz z G. van der Leeuwem, iż sacrum jest niespotykaną „mocą” ofiarowaną człowiekowi.
Wprowadzoną przez Otto definicję rozszerzył Mircea Eliade, opisując oba zjawiska, sacrum i profanum. Uważał, iż ludzie religijni rozgraniczają dwa światy, na wartości wyższych i wartości niższych. A sacrum pozwala im na znalezienie punktu statecznego pośród chaosu. Dzięki niemu ludzie porządkują swoje życie, określają swoje cele w życiu i dokonują hierarchii wartości. Doświadczając świat w sposób symboliczny, mistyczny, ludzie zapoznają się z niezwiązaną historycznie rzeczywistością sakralną, do której się dopasowują. Dla niego sacrum było światem prawdziwym, a profanum zaś nieprawdziwym.
Według niego sacrum przedstawia manifestację niewyrażalnego systemu istniejącego poza światem. Przejawem sacrum może być każdym przedmiotem, gdyż objawia się w dowolny nieograniczony sposób. Eliade opisał rodzaje hierofanii, tzn. proces przemian przedmiotów jak i sytuacji w świętość.
„(sacrum)..jest ona przeciwieństwem tego, co stanowi profanum”
Eliade rozszerzył definicję religijnego sacrum, zaznaczając, iż występuje ono także w sztuce i kulturze.
"Sacrum bywa po prostu elementem utworu literackiego, przedmiotem interpretacji, ale może być też perspektywą dla rozważań teoretycznych, która pozwala głębiej wniknąć w istotę poezji, jej funkcję w kulturze, jej sens dla człowieka."

## Definicja sacrum według Gerarduss van der Leeuwa
Gerardus van der Leeuw opisywał sacrum jako moc, która była obecna w pierwszych antycznych wiarach, pojęcie Boga wyewoluowało później dlatego też unikał odniesienia do jego postaci.

Moc objawiała się poprzez empiryczne doświadczenie niezwykłości, odmienności przedmiotu, poczuciu emocjonalnego dystansu.
„Dystans dzielący rzeczy i osoby obdarzone mocą od rzeczy i osób jej pozbawionych określamy jako stosunek między tym, co święte, a tym, co świeckie. «To, co święte» jest odgraniczone od innych rzeczy, wyłączone spośród nich (łac. sanctus)”

## Sacrum w religiach
Według religii judeochrześcijańskiej sacrum to głównie cecha Boga. Jest on epicentrum świętości jego istotą, objawia się on jako Dobro Najwyższe. Zaznacza się jego potęgę, transcendencję i wzniosłość.

„Święty” w tekstach Starego Testamentu jest określeniem Boga. Słowo to również obejmuje Ducha Świętego. W Nowym Testamencie jest również synonimem Jezusa. W religiach najczęściej przedmioty związane z odprawianiem kultu zyskują status przedmiotów, czasu, czynności świętach. 
„Świętym jest to, co jest oddzielone od wszystkiego, co świeckie (łac. profanum), ziemskie, więc jakoś nieczyste, a co należy do sfery boskiej”
„Świętość jako uczestnictwo w świętości Boga jest […] również przymiotem ludzkim; także miejsca, rzeczy, czy obrzędy związane z kultem oddawanym Bogu nazywa Biblia świętymi”
Według semickiego podejścia biblijne pojęcie „qodeš” określało „rzecz świętą”, „świętość”, wywodziło się to najpewniej od rdzenia, które oznaczało „ciąć”, „oddzielać”, najprawdopodobniej oznaczało odcięcie od sfer profanum.